# Арлингтон (город, Миннесота)
Арлингтон (англ. Arlington) — город в округе Сибли, штат Миннесота, США. На площади 3,8 км² (3,8 км² — суша, водоёмов нет), согласно переписи 2002 года, проживают 2048 человек. Плотность населения составляет 538,7 чел./км².
- Телефонный код города — 507
- Почтовый индекс — 55307
- FIPS-код города — 27-02152[1]
- GNIS-идентификатор — 0639437[2]